# 卡維之旗

薩珊王朝時期的卡維之旗復原想像圖

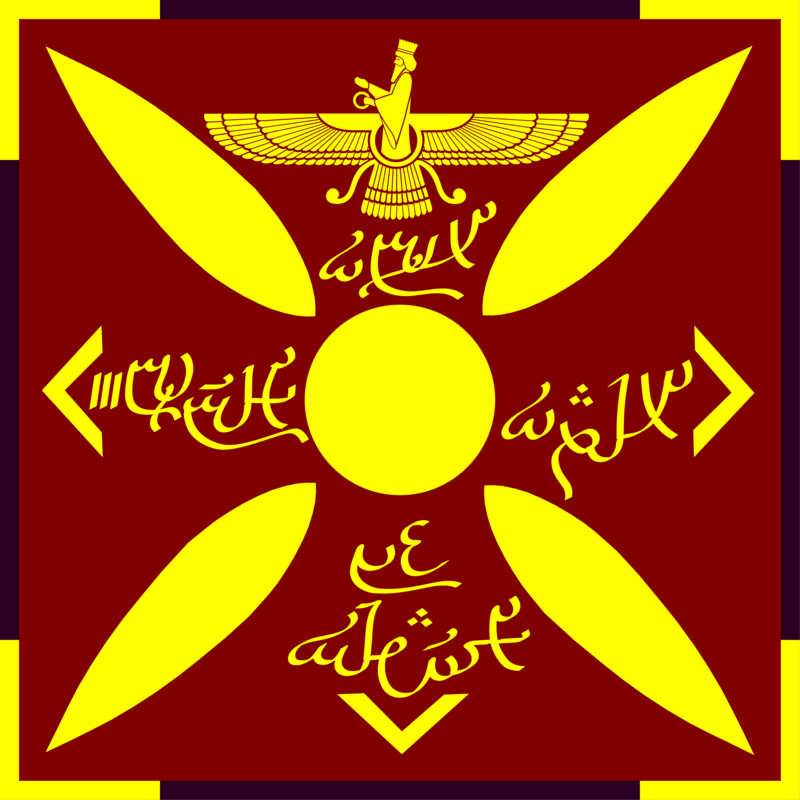
卡維之旗

卡維之旗（波斯文：درفش کاویانی，英文：Derafsh Kaviani 或 Derafsh Kavani）是古波斯傳統旗幟，直到薩珊王朝衰落，都作為波斯皇室象徵。
在伊斯蘭征服波斯時期的卡迪西亞戰役中，為阿拉伯人所掠奪。據說在摘除旗幟裝飾的寶石後，由歐瑪爾哈里發焚毀。有時此旗幟被冠以古波斯傳說賢王的名字（早於薩珊王朝），稱為「賈姆希德旗」或「費雷杜旗」。

## 起源傳說
根據菲爾多西《列王紀》帶有瑣羅亞斯德教神話色彩的記載：王子扎哈卡，受惡魔安哥拉·曼紐誘惑，弒父稱王；王子稱王後同意讓安哥拉·曼紐親吻自己雙肩，卻沒想到這使扎哈卡雙肩長出毒蛇。為了安撫毒蛇，每日需獻上兩顆頭顱供毒蛇果腹；起初用的是犯人，犯人用盡，改用人民。
伊斯法罕鐵匠卡維育有十八子，其中十七子均葬身蛇腹，當最後一個兒子也被要求獻上，卡維忍無可忍，將鐵匠的皮圍裙以長矛挑起，率領百姓反抗，推翻扎哈卡的統治。此後這懸掛在長矛上的皮圍裙即被稱為「卡維之旗」，為波斯王權象徵，代代相傳。

## 歷史實物

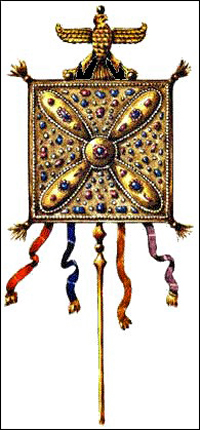
嵌滿寶石的卡維之旗。1976年伊朗課本記載版。

薩珊王朝時期，一面真實存有、物理可見的卡維戰旗被當作王朝象徵，在記載中，為皮製品，由紫底的星星（akhtar）組成，鑲有珠寶，邊緣飾有紅、金、紫三色的飄帶。在卡迪西亞戰役後，隨著薩珊王朝潰敗，卡維之旗被摘除珠寶，由第二代哈里發歐瑪爾焚毀。
此後由於波斯地區被併入阿拉伯帝國，進入伊斯蘭哈里發時期，在受到異教異族統治下，作為薩珊王朝與祆教神話象徵的卡維之旗，自然而然與伊朗民族主義連結在一起。故耶古卜·本·萊伊斯·薩法爾建立薩法爾王朝，宣稱繼承波斯王國，並企圖恢復往日榮光時，曾由詩人代表寫信給阿拉伯哈里發：「伴隨卡維之旗，我將統御萬民。（With me is the Drafsh e Kavian , through which I hope to rule the nations.）」然而，目前並未有證據證明耶古卜·本·萊伊斯·薩法爾確實製作了這樣一面旗幟。

## 近代象徵

塔吉克總統旗，中央部份為卡維之旗圖案變形

在近代民族主義政治運動中，被視作自由的象徵。然而其象徵不僅僅出現於民族主義運動，也在思想、文化、知識上發揮作用。
同時也是塔吉克總統旗構成的一部分